# Assassin's Creed: Bloodlines
Assassin's Creed: Bloodlines is een action-adventure-computerspel voor de PlayStation Portable. Het spel is ontwikkeld door Griptonite Games en Ubisoft Montreal, en uitgegeven door Ubisoft in november 2009.
Het spel maakt deel uit van de Assassin's Creed-serie en speelt zich na de gebeurtenissen uit Assassin's Creed af. De speler neemt wederom de rol van Altaïr Ibn-La'Ahad op zich.

## Ontvangst
| Beoordeeld door    | Datum            | Score |
| ------------------ | ---------------- | ----- |
| GamingXP           | 2 december 2009  | 85%   |
| 9lives             | 13 december 2009 | 72%   |
| IGN                | 18 november 2009 | 69%   |
| 1UP                | 17 november 2009 | 67%   |
| Vandal Online      | 23 november 2009 | 65%   |
| videogamer.com     | 7 december 2009  | 60%   |
| D+PAD Magazine     | 9 december 2009  | 60%   |
| Modojo             | 23 november 2009 | 60%   |
| Eurogamer.net (GB) | 26 november 2009 | 50%   |
| Teletext           | 2009             | 40%   |